# Taurolema pretiosa
Taurolema pretiosa là một loài bọ cánh cứng trong họ Cerambycidae.